# Calendrier de la saison de cyclo-cross féminine 2020-2021
Navigation
2019-2020 2021-2022
Le calendrier de la saison de cyclo-cross féminine 2020-2021 regroupe des courses de cyclo-cross débutant le 13 septembre 2020 et finissant le 21 février 2021. Les épreuves individuelles sont classées en cinq catégories. La plus haute catégorie regroupe les épreuves de la coupe du monde (CDM), qui donne lieu à un classement. Derrière elles, on retrouve les courses de catégorie C1 et C2, qui attribuent des points pour le classement mondial, ensuite les courses réservées aux moins de 23 ans, appelés également espoirs (catégorie CU) et enfin les courses pour les juniors (catégorie CJ). On retrouve également les championnats nationaux (CN) qui sont organisés dans une trentaine de pays.
En raison de la pandémie de covid-19, plusieurs événements récurrents ne sont pas organisés cette saison.

## Calendrier

### Septembre
| Date | Course                             | Classe | Vainqueur         | Équipe                        |
| ---- | ---------------------------------- | ------ | ----------------- | ----------------------------- |
| 13   | EKZ CrossTour #1, Baden            | C1     | Elisabeth Brandau | EBE-Racing Team               |
| 26   | Ethias Cross - Rapencross, Lokeren | C2     | Aniek van Alphen  | Credishop-Fristads            |
| 26   | Toi Toi Cup #1, Mladá Boleslav     | C2     | Sara Casasola     | Servetto-Piumate-Beltrami TSA |
| 27   | Toi Toi Cup #2, Holé Vrchy         | C2     | Sara Casasola     | Servetto-Piumate-Beltrami TSA |

### Octobre
| Date | Course                                       | Classe | Vainqueur                                   | Équipe                                      |
| ---- | -------------------------------------------- | ------ | ------------------------------------------- | ------------------------------------------- |
| 3    | Ethias Cross - Polderscross, Kruibeke        | C2     | Lucinda Brand                               | Telenet-Baloise Lions                       |
| 4    | Grand Prix Raková, Raková                    | C2     | Annulé en raison de la pandémie de covid-19 | Annulé en raison de la pandémie de covid-19 |
| 10   | CX Täby Park, Täby                           | C2     | Suzanne Verhoeven                           | Xalt Cycling                                |
| 11   | Superprestige #1, Gieten                     | C1     | Ceylin Alvarado                             | Alpecin-Fenix                               |
| 11   | Grand Prix Podbrezová, Podbrezová            | C2     | Annulé en raison de la pandémie de covid-19 | Annulé en raison de la pandémie de covid-19 |
| 11   | Internationales Radquer Steinmaur, Steinmaur | C2     | Maghalie Rochette                           | Specialized/Feedback Sports                 |
| 11   | Stockholm cyclocross, Stockholm              | C2     | Suzanne Verhoeven                           | Xalt Cycling                                |
| 11   | Coupe d'Espagne #1, Sueca                    | C2     | Lucía González                              | Nesta-Skoda Alecar CX Team                  |
| 17   | Ethias Cross - Beringen, Beringen            | C2     | Denise Betsema                              | Pauwels Sauzen-Bingoal                      |
| 18   | EKZ CrossTour #2, Berne                      | C1     | Denise Betsema                              | Pauwels Sauzen-Bingoal                      |
| 24   | Superprestige #2, Ruddervoorde               | C1     | Ceylin Alvarado                             | Alpecin-Fenix                               |
| 24   | Coupe de France #1, Vittel                   | C2     | Annulé en raison de la pandémie de covid-19 | Annulé en raison de la pandémie de covid-19 |
| 24   | Grand prix Porac, Porac                      | C2     | Annulé en raison de la pandémie de covid-19 | Annulé en raison de la pandémie de covid-19 |
| 25   | Coupe de France #2, Vittel                   | C2     | Annulé en raison de la pandémie de covid-19 | Annulé en raison de la pandémie de covid-19 |
| 25   | Munich Super Cross, Munich                   | C2     | Annulé en raison de la pandémie de covid-19 | Annulé en raison de la pandémie de covid-19 |
| 31   | X²O Badkamers Trofee #1, Audenarde           | C1     | Annemarie Worst                             | 777.be                                      |
| 31   | Castle Cross, Micăsasa                       | C2     | Annulé en raison de la pandémie de covid-19 | Annulé en raison de la pandémie de covid-19 |
| 31   | Grand-Prix de la Commune de Contern, Contern | C2     | Annulé en raison de la pandémie de covid-19 | Annulé en raison de la pandémie de covid-19 |
| 31   | Ruts 'n' Guts #1, Broken Arrow               | C2     | Annulé en raison de la pandémie de covid-19 | Annulé en raison de la pandémie de covid-19 |

### Novembre
| Date | Course                                                 | Classe | Vainqueur                                   | Équipe                                      |
| ---- | ------------------------------------------------------ | ------ | ------------------------------------------- | ------------------------------------------- |
| 1    | Gran Premi Les Franqueses, Les Franqueses del Vallès   | C2     | Annulé en raison de la pandémie de covid-19 | Annulé en raison de la pandémie de covid-19 |
| 1    | November Cross, Micăsasa                               | C2     | Annulé en raison de la pandémie de covid-19 | Annulé en raison de la pandémie de covid-19 |
| 1    | Ruts 'n' Guts #2, Broken Arrow                         | C2     | Annulé en raison de la pandémie de covid-19 | Annulé en raison de la pandémie de covid-19 |
| 8    | Championnats d'Europe de cyclo-cross, Bois-le-Duc      | CC     | Ceylin Alvarado                             | Alpecin-Fenix                               |
| 11   | Superprestige #3, Niel                                 | C1     | Lucinda Brand                               | Telenet-Baloise Lions                       |
| 11   | Cyclo-cross International de la Solidarité, Lutterbach | C2     | Annulé en raison de la pandémie de covid-19 | Annulé en raison de la pandémie de covid-19 |
| 14   | Ethias Cross - Leuven, Louvain                         | C1     | Ceylin Alvarado                             | Alpecin-Fenix                               |
| 14   | Coupe de France #3, Quelneuc                           | C2     | Annulé en raison de la pandémie de covid-19 | Annulé en raison de la pandémie de covid-19 |
| 14   | Lunca Timisului CX Cup, Timisoara                      | C2     | Annulé en raison de la pandémie de covid-19 | Annulé en raison de la pandémie de covid-19 |
| 14   | Resolution 'Cross Cup #1, Garland                      | C2     | Annulé en raison de la pandémie de covid-19 | Annulé en raison de la pandémie de covid-19 |
| 15   | Coupe de France #4, Quelneuc                           | C2     | Annulé en raison de la pandémie de covid-19 | Annulé en raison de la pandémie de covid-19 |
| 15   | Toi Toi Cup #3, Hlinsko                                | C2     | Annulé en raison de la pandémie de covid-19 | Annulé en raison de la pandémie de covid-19 |
| 15   | Coupe d'Espagne #2, Alcobendas                         | C2     | Annulé en raison de la pandémie de covid-19 | Annulé en raison de la pandémie de covid-19 |
| 15   | Resolution 'Cross Cup #2, Garland                      | C2     | Annulé en raison de la pandémie de covid-19 | Annulé en raison de la pandémie de covid-19 |
| 17   | Toi Toi Cup #4, Rýmařov                                | C2     | Blanka Kata Vas                             | Doltcini-Van Eyck Sport                     |
| 17   | Grand Prix Krupina, Krupina                            | C2     | Annulé en raison de la pandémie de covid-19 | Annulé en raison de la pandémie de covid-19 |
| 21   | North Carolina Grand Prix #1, Hendersonville           | C2     | Annulé en raison de la pandémie de covid-19 | Annulé en raison de la pandémie de covid-19 |
| 22   | Bryksy Cross Gościęcin, Gościęcin                      | C2     | Blanka Kata Vas                             | Doltcini-Van Eyck Sport                     |
| 22   | Gran Premio Mamma E Papa Guerciotti AM, Milan          | C2     | Annulé en raison de la pandémie de covid-19 | Annulé en raison de la pandémie de covid-19 |
| 22   | KANSAI Cyclo Cross Makino Round, Takashima             | C2     | Miho Imai                                   | CO2 bicycle                                 |
| 22   | Superprestige #4, Merksplas                            | C2     | Lucinda Brand                               | Telenet-Baloise Lions                       |
| 22   | Toi Toi Cup #5, Jičín                                  | C2     | Joyce Vanderbeken                           | Bike Advice ITAF                            |
| 22   | North Carolina Grand Prix #2, Hendersonville           | C2     | Annulé en raison de la pandémie de covid-19 | Annulé en raison de la pandémie de covid-19 |
| 28   | Grand Prix Trnava, Trnava                              | C2     | Amira Mellor                                | Albion Cycles                               |
| 28   | X²O Badkamers Trofee #2, Courtrai                      | C2     | Lucinda Brand                               | Telenet-Baloise Lions                       |
| 29   | Coupe du monde de cyclo-cross #1, Tábor                | CDM    | Lucinda Brand                               | Telenet-Baloise Lions                       |
| 29   | Grand Prix Podbrezová, Podbrezová                      | C2     | Amira Mellor                                | Albion Cycles                               |
| 29   | Abadiñoko Udala Saria, Abadiano                        | C2     | Annulé en raison de la pandémie de covid-19 | Annulé en raison de la pandémie de covid-19 |

### Décembre
| Date | Course                                                        | Classe | Vainqueur                                   | Équipe                                      |
| ---- | ------------------------------------------------------------- | ------ | ------------------------------------------- | ------------------------------------------- |
| 5    | Toi Toi Cup #6, Čáslav                                        | C2     | Annulé en raison de la pandémie de covid-19 | Annulé en raison de la pandémie de covid-19 |
| 6    | Grand Prix Topoľčianky, Topoľčianky                           | C2     | Anaïs Morichon                              | Royal Bike Shop                             |
| 6    | Superprestige #5, Boom                                        | C2     | Lucinda Brand                               | Telenet-Baloise Lions                       |
| 6    | 12° International Cyclocross Increa Brugherio, Brugherio      | C2     | Annulé en raison de la pandémie de covid-19 | Annulé en raison de la pandémie de covid-19 |
| 8    | Ciclocross del Ponte, Fae' Di Oderzo                          | C2     | Annulé en raison de la pandémie de covid-19 | Annulé en raison de la pandémie de covid-19 |
| 12   | X²O Badkamers Trofee #3, Anvers                               | C1     | Denise Betsema                              | Pauwels Sauzen-Bingoal                      |
| 12   | Coupe d'Espagne #3, Xàtiva                                    | C2     | Lucía González                              | Nesta-Skoda Alecar CX Team                  |
| 12   | Toi Toi Cup #7, Kolín                                         | C2     | Pavla Havlíková                             | Kooperativa Jablonec nad Nisou              |
| 12   | Coupe de France #5, Liévin                                    | C2     | Annulé en raison de la pandémie de covid-19 | Annulé en raison de la pandémie de covid-19 |
| 12   | Utsunomiya Cyclo Cross #1, Utsunomiya                         | C2     | Annulé en raison de la pandémie de covid-19 | Annulé en raison de la pandémie de covid-19 |
| 13   | Superprestige #6, Gavere                                      | C1     | Lucinda Brand                               | Telenet-Baloise Lions                       |
| 13   | Coupe d'Espagne #4, Valence                                   | C2     | Lucía González                              | Nesta-Skoda Alecar CX Team                  |
| 13   | Coupe de France #6, Liévin                                    | C2     | Annulé en raison de la pandémie de covid-19 | Annulé en raison de la pandémie de covid-19 |
| 13   | Utsunomiya Cyclo Cross #2, Utsunomiya                         | C2     | Annulé en raison de la pandémie de covid-19 | Annulé en raison de la pandémie de covid-19 |
| 13   | Ziklo Kross Igorre, Igorre                                    | C2     | Annulé en raison de la pandémie de covid-19 | Annulé en raison de la pandémie de covid-19 |
| 20   | Coupe du monde de cyclo-cross #2, Namur                       | CDM    | Lucinda Brand                               | Telenet-Baloise Lions                       |
| 20   | Sparkassen Radquerfeldein Grand Prix Stadl-Paura, Stadl-Paura | C2     | Annulé en raison de la pandémie de covid-19 | Annulé en raison de la pandémie de covid-19 |
| 22   | Ethias Cross - Cyclocross Essen, Essen                        | C1     | Marianne Vos                                | CCC-Liv                                     |
| 23   | X²O Badkamers Trofee #4, Herentals                            | C2     | Ceylin Alvarado                             | Alpecin-Fenix                               |
| 23   | Kasteelcross Zonnebeke, Zonnebeke                             | C2     | Annulé en raison de la pandémie de covid-19 | Annulé en raison de la pandémie de covid-19 |
| 26   | Superprestige #7, Zolder                                      | C1     | Lucinda Brand                               | Telenet-Baloise Lions                       |
| 26   | Cross-Race GP Luzern, Pfaffnau                                | C2     | Annulé en raison de la pandémie de covid-19 | Annulé en raison de la pandémie de covid-19 |
| 27   | Coupe du monde de cyclo-cross #3, Termonde                    | CDM    | Lucinda Brand                               | Telenet-Baloise Lions                       |
| 30   | Ethias Cross - Versluys Cyclocross, Bredene                   | C2     | Blanka Kata Vas                             | Doltcini-Van Eyck Sport                     |

### Janvier
| Date | Course                                        | Classe | Vainqueur                                   | Équipe                                      |
| ---- | --------------------------------------------- | ------ | ------------------------------------------- | ------------------------------------------- |
| 1    | X²O Badkamers Trofee #5, Baal                 | C1     | Ceylin Alvarado                             | Alpecin-Fenix                               |
| 1    | Grand Prix Garage Collé, Pétange              | C2     | Annulé en raison de la pandémie de covid-19 | Annulé en raison de la pandémie de covid-19 |
| 2    | Troyes Cyclocross International, Troyes       | C1     | Lauriane Duraffourg                         | Team S1neo-Graal-Björka                     |
| 2    | Cyclocross Gullegem, Gullegem                 | C2     | Blanka Kata Vas                             | Doltcini-Van Eyck Sport                     |
| 2    | EKZ CrossTour #3, Hittnau                     | C1     | Christine Majerus                           | SD Worx                                     |
| 3    | Coupe du monde de cyclo-cross #4, Hulst       | CDM    | Denise Betsema                              | Pauwels Sauzen-Bingoal                      |
| 3    | Ormaiztegiko Ziklo Kross proba, Ormaiztegi    | C2     | Annulé en raison de la pandémie de covid-19 | Annulé en raison de la pandémie de covid-19 |
| 6    | Elorrioko Basqueland Ziklokrosa, Elorrio      | C1     | Annulé en raison de la pandémie de covid-19 | Annulé en raison de la pandémie de covid-19 |
| 11   | Cyclocross Otegem, Otegem                     | C2     | Annulé en raison de la pandémie de covid-19 | Annulé en raison de la pandémie de covid-19 |
| 16   | Zilvermeercross, Mol                          | C1     | Lucinda Brand                               | Baloise Trek Lions                          |
| 17   | International Cyclocross Rucphen, Rucphen     | C2     | Annulé en raison de la pandémie de covid-19 | Annulé en raison de la pandémie de covid-19 |
| 17   | Grand Prix Möbel Alvisse, Leudelange          | C2     | Annulé en raison de la pandémie de covid-19 | Annulé en raison de la pandémie de covid-19 |
| 17   | ZAO-sama Cup Tohoku CX Series, Zaō            | C2     | Annulé en raison de la pandémie de covid-19 | Annulé en raison de la pandémie de covid-19 |
| 23   | X²O Badkamers Trofee #6, Hamme                | C1     | Ceylin Alvarado                             | Alpecin-Fenix                               |
| 24   | Coupe du monde de cyclo-cross #5, Overijse    | CDM    | Ceylin Alvarado                             | Alpecin-Fenix                               |
| 31   | Championnats du monde de cyclo-cross, Ostende | CM     | Lucinda Brand                               | Baloise Trek Lions                          |

### Février
| Date | Course                                      | Classe | Vainqueur                                   | Équipe                                      |
| ---- | ------------------------------------------- | ------ | ------------------------------------------- | ------------------------------------------- |
| 3    | Ethias Cross - Parkcross, Maldegem          | C2     | Annulé en raison de la pandémie de covid-19 | Annulé en raison de la pandémie de covid-19 |
| 6    | Superprestige #8, Middelkerke               | C1     | Denise Betsema                              | Pauwels Sauzen-Bingoal                      |
| 7    | X²O Badkamers Trofee #7, Lille              | C1     | Ceylin Alvarado                             | Alpecin-Fenix                               |
| 13   | Ethias Cross - Grand Prix Eeklo, Eeklo      | C2     | Denise Betsema                              | Pauwels Sauzen-Bingoal                      |
| 14   | X²O Badkamers Trofee #8, Bruxelles          | C1     | Ceylin Alvarado                             | Alpecin-Fenix                               |
| 20   | Ethias Cross - Waaslandcross, Saint-Nicolas | C2     | Denise Betsema                              | Pauwels Sauzen-Bingoal                      |
| 21   | Internationale Sluitingsprijs, Oostmalle    | C1     | Denise Betsema                              | Pauwels Sauzen-Bingoal                      |

## Championnats nationaux (CN)
| Nation             | Date                                             | Élites                                           | Moins de 23 ans                                  | Juniors                                          |
| ------------------ | ------------------------------------------------ | ------------------------------------------------ | ------------------------------------------------ | ------------------------------------------------ |
| Allemagne          | 3 octobre 2021                                   | Elisabeth Brandau                                | Judith Krahl                                     | Sina van Thiel                                   |
| Australie          | Annulés en raison de la pandémie de covid-19     | Annulés en raison de la pandémie de covid-19     | Annulés en raison de la pandémie de covid-19     | Annulés en raison de la pandémie de covid-19     |
| Autriche           | 10 janvier 2021                                  | Nadja Heigl                                      | N/A                                              | N/A                                              |
| Belgique           | 10 janvier 2021                                  | Sanne Cant                                       | Annulés en raison de la pandémie de covid-19     | Annulés en raison de la pandémie de covid-19     |
| Canada             | Annulés en raison de la pandémie de covid-19     | Annulés en raison de la pandémie de covid-19     | Annulés en raison de la pandémie de covid-19     | Annulés en raison de la pandémie de covid-19     |
| Croatie            | 21 février 2021                                  | Larisa Bošnjak                                   | N/A                                              | Anja Nadu                                        |
| Danemark           | 10 janvier 2021                                  | Caroline Bohé                                    | N/A                                              | N/A                                              |
| Espagne            | 10 janvier 2021                                  | Lucía González                                   | Sara Bonillo                                     | Lydia Pinto Larenjo                              |
| Estonie            | 24 octobre 2020                                  | Mari-Liis Mõttus                                 | Merili Sirvel                                    | Laura Lizette Sander                             |
| États-Unis         | Annulés en raison de la pandémie de covid-19     | Annulés en raison de la pandémie de covid-19     | Annulés en raison de la pandémie de covid-19     | Annulés en raison de la pandémie de covid-19     |
| Finlande           | 31 octobre 2020                                  | Anniina Ahtosalo                                 | N/A                                              | N/A                                              |
| France,            | 10 janvier 2021                                  | Amandine Fouquenet                               | Amandine Fouquenet                               | Line Burquier                                    |
| Grande-Bretagne    | Annulés en raison de la pandémie de covid-19     | Annulés en raison de la pandémie de covid-19     | Annulés en raison de la pandémie de covid-19     | Annulés en raison de la pandémie de covid-19     |
| Hongrie            | 9 janvier 2021                                   | Blanka Kata Vas                                  | N/A                                              | N/A                                              |
| Irlande            | Annulés en raison de la pandémie de covid-19     | Annulés en raison de la pandémie de covid-19     | Annulés en raison de la pandémie de covid-19     | Annulés en raison de la pandémie de covid-19     |
| Islande            | Annulés en raison de la pandémie de covid-19     | Annulés en raison de la pandémie de covid-19     | Annulés en raison de la pandémie de covid-19     | Annulés en raison de la pandémie de covid-19     |
| Italie             | 9 janvier 2021                                   | Alice Maria Arzuffi                              | Francesca Baroni                                 | Lucia Bramati                                    |
| Japon              | 29 novembre 2020                                 | Miho Imai                                        | N/A                                              | Kasuga Watabe                                    |
| Lituanie           | 25 octobre 2020                                  | Akvilė Gedraitytė                                | N/A                                              | Gustė Saldukaitė                                 |
| Luxembourg         | Annulés en raison de la pandémie de covid-19     | Annulés en raison de la pandémie de covid-19     | Annulés en raison de la pandémie de covid-19     | Annulés en raison de la pandémie de covid-19     |
| Norvège            | Annulés en raison des conditions météorologiques | Annulés en raison des conditions météorologiques | Annulés en raison des conditions météorologiques | Annulés en raison des conditions météorologiques |
| Nouvelle-Zélande   | Annulés en raison de la pandémie de covid-19     | Annulés en raison de la pandémie de covid-19     | Annulés en raison de la pandémie de covid-19     | Annulés en raison de la pandémie de covid-19     |
| Pays-Bas           | Annulés en raison de la pandémie de covid-19     | Annulés en raison de la pandémie de covid-19     | Annulés en raison de la pandémie de covid-19     | Annulés en raison de la pandémie de covid-19     |
| Pologne            | 23 janvier 2021                                  | Barbarą Aleksandrą Borowiecką                    | Dominika Włodarczyk                              | Malwina Mul                                      |
| Portugal           | 21 février 2021                                  | Ana Mafalda Sá Santos                            | Annulés en raison de la pandémie de covid-19     | Annulés en raison de la pandémie de covid-19     |
| République tchèque | 9 janvier 2021                                   | Pavla Havlíková                                  | N/A                                              | Julia Kopecky                                    |
| Roumanie           | Annulés en raison de la pandémie de covid-19     | Annulés en raison de la pandémie de covid-19     | Annulés en raison de la pandémie de covid-19     | Annulés en raison de la pandémie de covid-19     |
| Slovaquie          | 5 décembre 2020                                  | Tereza Kurnická                                  | N/A                                              | N/A                                              |
| Suède              | Annulés en raison de la pandémie de covid-19     | Annulés en raison de la pandémie de covid-19     | Annulés en raison de la pandémie de covid-19     | Annulés en raison de la pandémie de covid-19     |
| Suisse             | 10 janvier 2021                                  | Nicole Koller                                    | Tina Züger                                       | Monique Halter                                   |
| Russie             | 25 octobre 2020                                  | Elena Gogoleva                                   | N/A                                              | Daria Fomina                                     |

## Nombres de victoires
| # | Coureur           | Équipe                         | Vict | CDM | SP | X²O | ETH |
| - | ----------------- | ------------------------------ | ---- | --- | -- | --- | --- |
| 1 | Lucinda Brand     | Baloise Trek Lions             | 12   | 3   | 5  | 1   | 1   |
| 2 | Ceylin Alvarado   | Alpecin-Fenix                  | 10   | 1   | 2  | 5   | 1   |
| 3 | Denise Betsema    | Pauwels Sauzen-Bingoal         | 8    | 1   | 1  | 1   | 3   |
| 4 | Blanka Kata Vas   | Doltcini-Van Eyck Sport        | 5    |     |    |     | 1   |
| 5 | Lucía González    | Nesta-Skoda Alecar CX Team     | 4    |     |    |     |     |
| 6 | Sara Casasola     | Servetto-Piumate-Beltrami TSA  | 2    |     |    |     |     |
| - | Suzanne Verhoeven | Xalt Cycling                   | 2    |     |    |     |     |
| - | Amira Mellor      | Albion Cycles                  | 2    |     |    |     |     |
| - | Miho Imai         | CO2 bicycle                    | 2    |     |    |     |     |
| - | Pavla Havlíková   | Kooperativa Jablonec nad Nisou | 2    |     |    |     |     |

### Compétitions
- Coupe du monde de cyclo-cross 2020-2021
- Superprestige 2020-2021
- X²O Badkamers Trofee 2020-2021
- Coupe de France de cyclo-cross 2020
- Toi Toi Cup 2020-2021
- EKZ CrossTour 2020-2021
- Coupe d'Espagne de cyclo-cross 2020
- Ethias Cross
- Championnats du monde de cyclo-cross 2021